# Hrabstwo Menard (Teksas)

Piramida wieku hrabstwa

Hrabstwo Menard – rolnicze hrabstwo położone w USA, w stanie Teksas. Utworzone w 1858 r. Siedzibą hrabstwa jest jedyne miasteczko Menard. Hrabstwo przecina z zachodu na wschód rzeka San Saba. 

## Sąsiednie hrabstwa
- Hrabstwo Concho (północ)
- Hrabstwo McCulloch (północny wschód)
- Hrabstwo Mason (wschód)
- Hrabstwo Kimble (południe)
- Hrabstwo Schleicher (zachód)
- Hrabstwo Sutton (południowy zachód)
- Hrabstwo Tom Green (północny zachód)

## Gospodarka
Jest to obszar wiejski otoczony przez rancza bydła, owiec i kóz. 94% areału hrabstwa stanowią pastwiska i 5% to obszary uprawne.

## Ludność
Według danych pięcioletnich z 2023 roku, mieszkańcy deklarowali głównie pochodzenie meksykańskie (26,3%), niemieckie (16%),  angielskie (12,4%), irlandzkie (9,2%) i szkockie lub szkocko–irlandzkie (4,1%).